# 垃圾食品

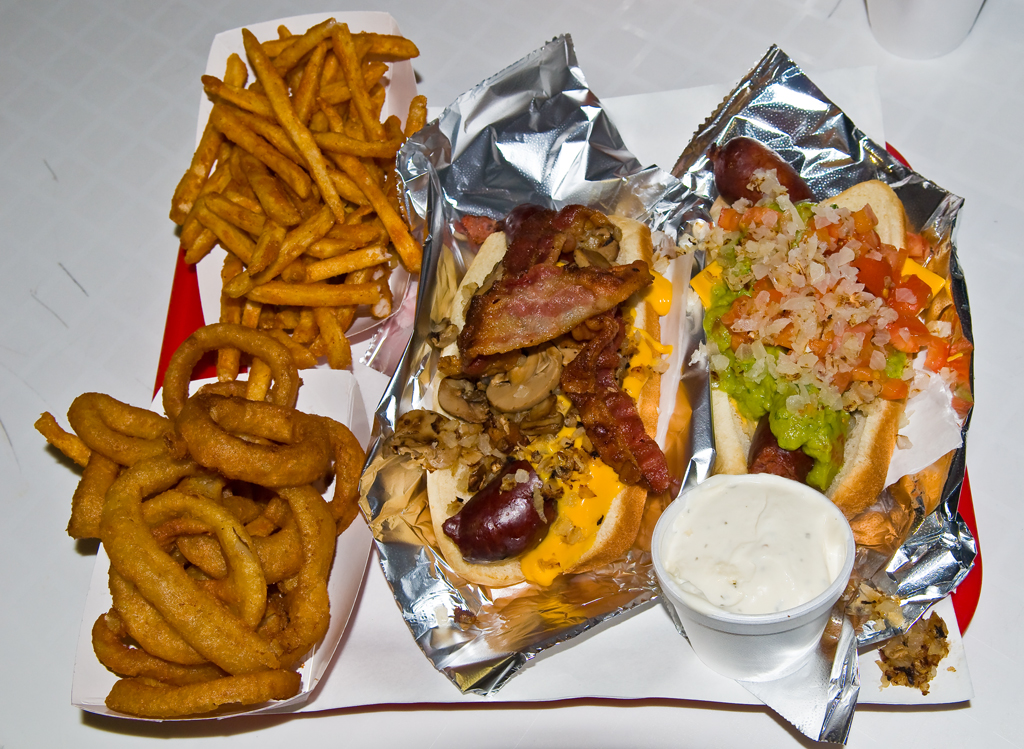
一份油炸速食全餐

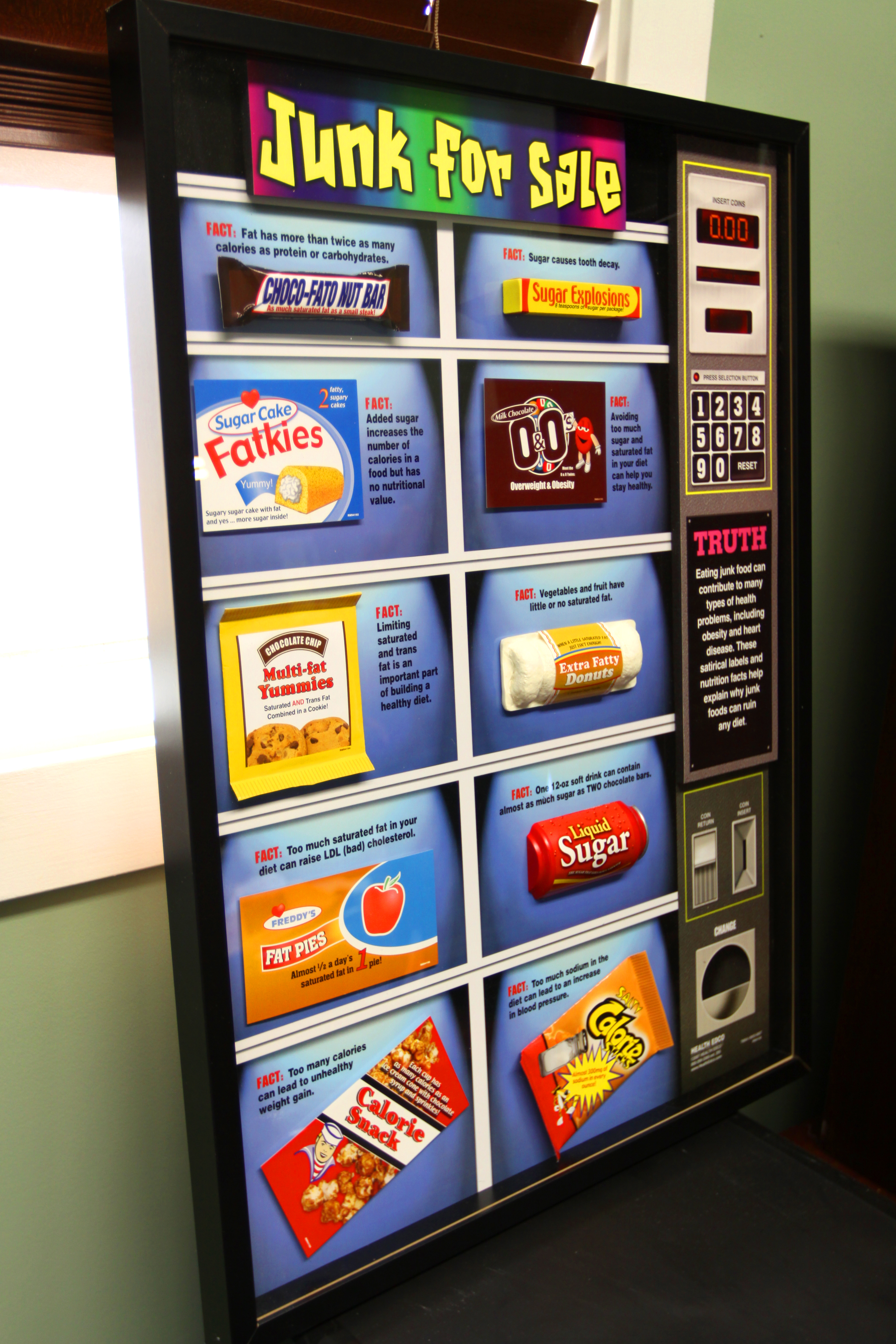
彭德尔顿营（Camp Pendleton）21区健康促进中心的一张海报，描述了许多海军陆战队和水手食用垃圾食品的影响。

垃圾食品（英語：Junk Food）通常描述含有较高的来自糖或脂肪的卡路里，并可能还有大量的钠，但几乎没有膳食纤维、蛋白质、维生素、矿物质或其他重要形式的营养的食物，其也被称为HFSS食品（英語：HFSS Food），即高脂、高盐、高糖（High in Fat, Salt and Sugar）的食品。“垃圾食品”被用于贬义的历史可追溯至1950年代。
垃圾食品一词的精确定义因目的和时间而异。 一些高蛋白食物，如用饱和脂肪制成的肉类，也可能被视为垃圾食品。快餐和快餐店常被与垃圾食品划上等号，尽管快餐不能被断然描述为垃圾食品。大多数垃圾食品是高度加工的食品。
对饮食过多垃圾食品造成的健康负面影响（尤其是肥胖）的担忧已引发公众健康宣传运动，垃圾食品也在一些国家被限制广告和销售。